# 薩拉什
50°8′10″N 23°22′45″E / 50.13611°N 23.37917°E
薩拉什（烏克蘭語：Салаші），是烏克蘭的村落，位於該國西部利沃夫州，由亞沃里夫區負責管轄，始建於1540年，面積0.96平方公里，海拔高度243米，2001年該村落人口316。